# Korvkiosk

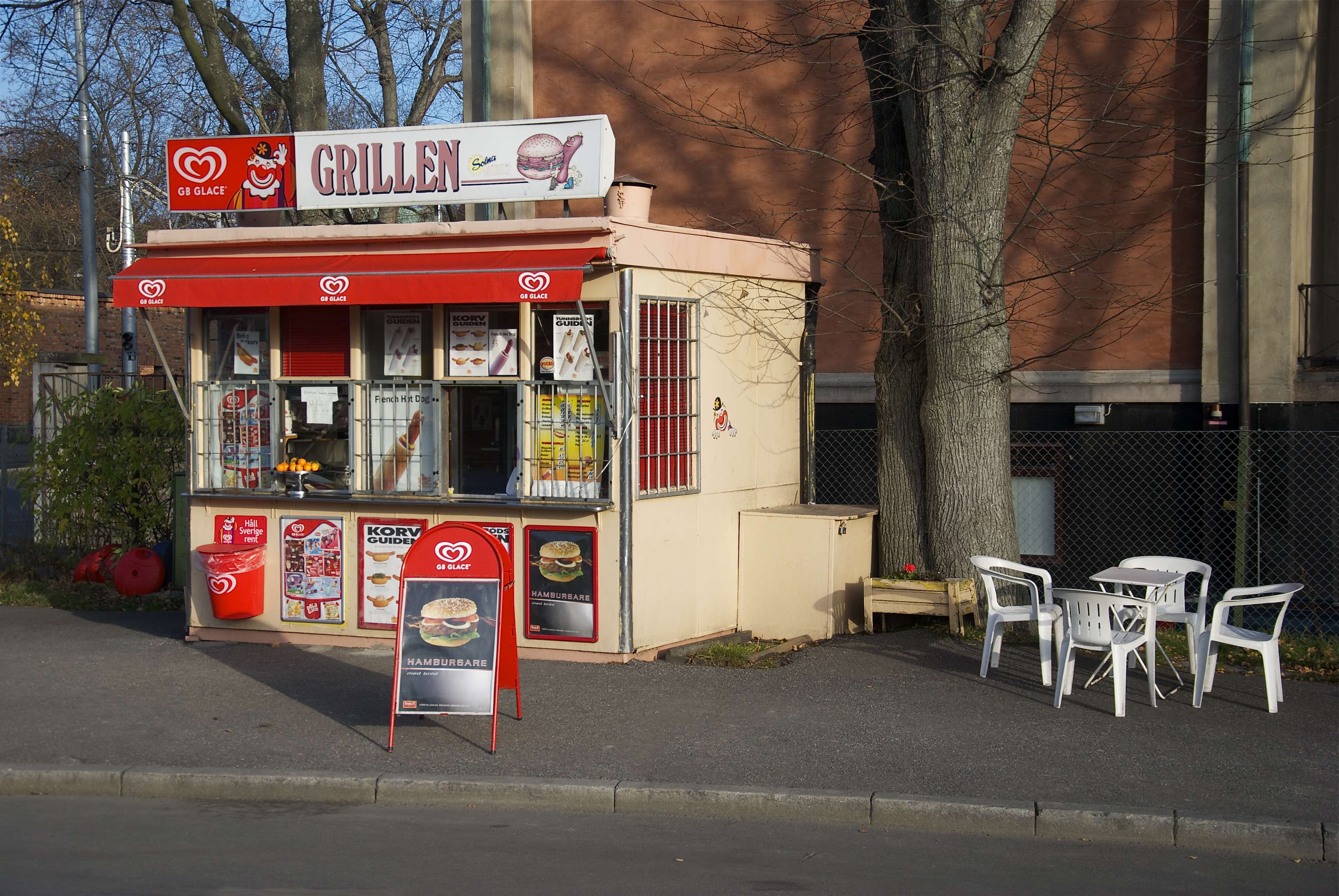
Korvkiosk på Djurgården i Stockholm.

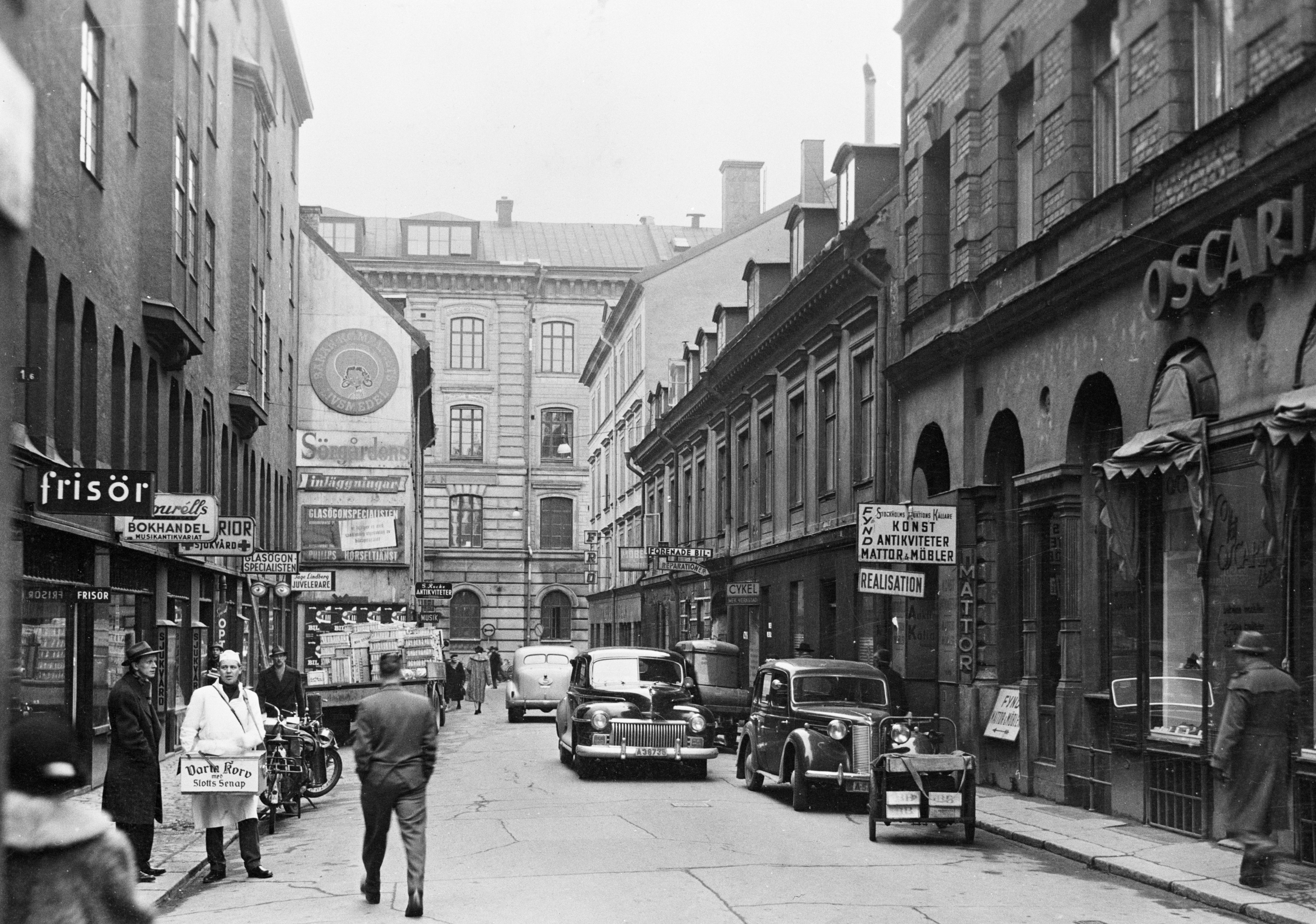
I vänsterkant en korvgubbe på en av Stockholms gator 1954.

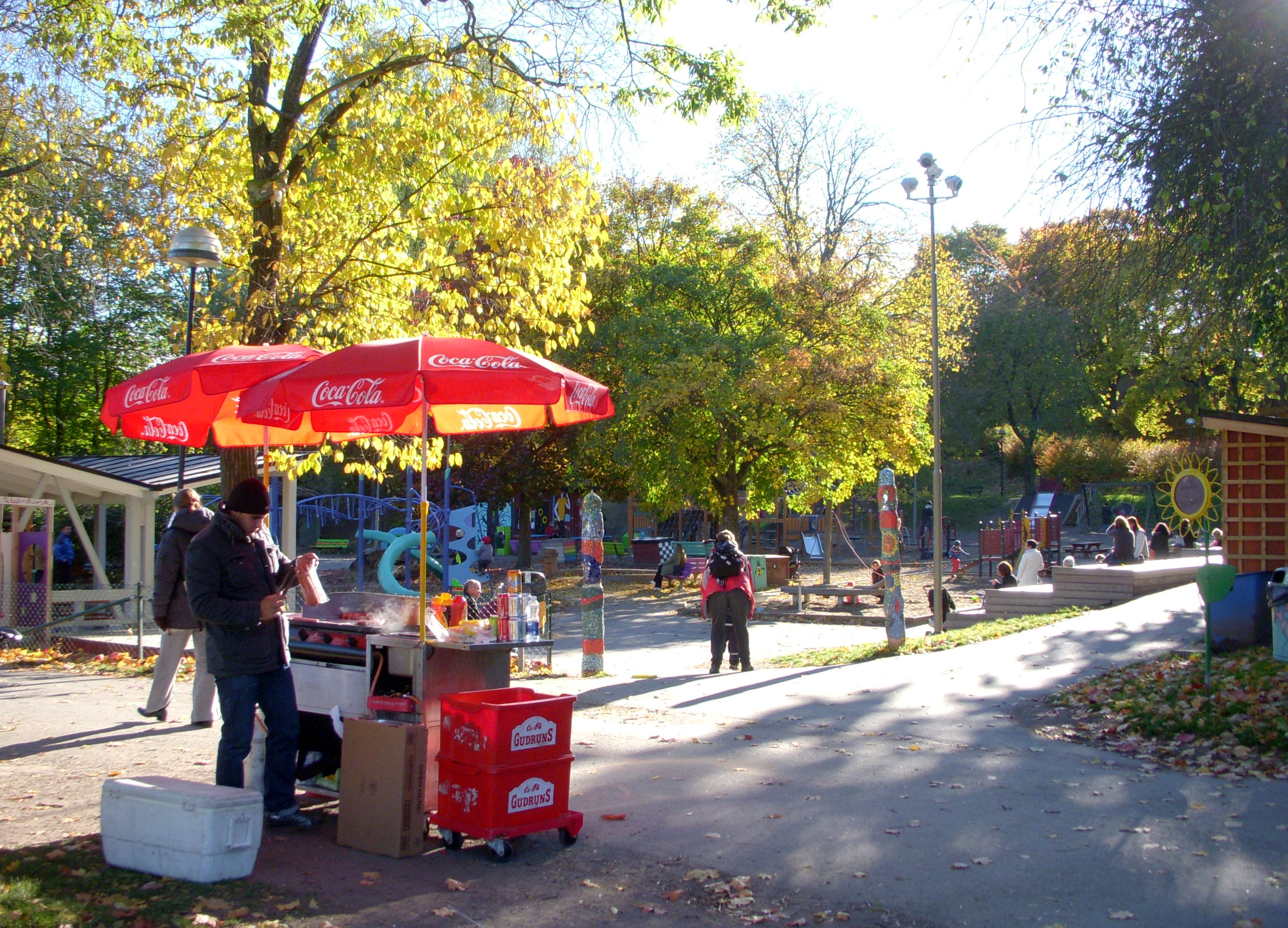
Modern korvgubbe i Rålambshovsparken.

En korvkiosk, vardagligt även korvmoj, är en mindre lokal där olika varianter av korv säljs. En korvkiosk kan vara en stående kiosk, men också en vagn som dras efter bil. Se även gatukök.

## Historik
Korvkiosken har sina rötter i "korvgubbens" låda på magen. Den "varma korvgubben" med låda på magen försvann av hälso- och hygienskäl i slutet på 1950-talet. Det skulle finnas toalett och rinnade vatten tillgängligt och lösningen var att bygga små kiosker som uppfyllde hygienkraven.
Det finns dock fortfarande ambulerande korvgubbar som står på helger framför varuhus, vid idrottsanläggningar, i köpcentra, vid badstränder och andra ställen där mycket folk rör sig. Även de måste ha tillgång till toalett och rinnande vatten men det räcker att det finns i närheten.

## Exempel på varor
- Hel/halv special (halv special är en korv med bröd och potatismos, hel är med två korvar)
- Köttbullar med mos och lingon
- Rød pølse med bröd och rostad lök
- Grillad med bröd
- Tunnbrödsrulle
- Bratwurst
- Luffare (ett korvbröd fyllt med potatismos, ketchup och senap, men ingen korv)